# Adineta elongata
Adineta elongata is een raderdiertjessoort uit de familie Adinetidae. De wetenschappelijke naam van deze soort is voor het eerst geldig gepubliceerd in 1935 door Rodewald.